# Above the Law (band)
Above the Law is een hiphopgroep uit Pomona, Californië, in 1989 opgericht door Cold 187um, KMG the Illustrator, Go Mack en DJ Total K-Oss.
De groep wordt beschouwd als een van de grondleggers van de G-funk. In 1990 brachten ze hun eerste album Livin' Like Hustlers uit bij Eazy-E's Ruthless Records. Het album wordt nog steeds beschouwd als een hiphop klassieker. De tien nummers werden door Cold 187um, Dr. Dre en Laylaw geproduceerd. De single Murder Rap betekende de doorbraak van de band.
Go Mack verliet de groep in 1994. Geen enkele van hun latere albums verkocht bijzonder goed, maar Above the Law wordt gewaardeerd door de fans vooral vanwege de teksten. Hun album Uncle Sam's Curse bevatte de kleine hits "Black Superman" en "Kalifornia".
Kort na de dood van Eazy-E, tekende de groep bij Tommy Boy Records in 1996. Daar brachten ze Time Will Reveal uit in 1996 en Legends in 1998. In 1999 tekende de groep bij Death Row Records maar verliet in 2002. 

## Discografie
Albums
- 1990: Livin' Like Hustlers
- 1991: Vocally Pimpin'
- 1993: Black Mafia Life
- 1994: Uncle Sam's Curse
- 1996: Time Will Reveal
- 1998: Legends
- 1999: Forever: Rich Thugs, Book One
- 2009: Sex, Money & Music